# Granger (Teksas)
Granger je grad u američkoj saveznoj državi Teksas. Prema popisu stanovništva iz 2010. u njemu je živjelo 1.419 stanovnika.